# Dysdera paganettii
Dysdera paganettii este o specie de păianjeni din genul Dysdera, familia Dysderidae, descrisă de Deeleman-reinhold, 1988.
Este endemică în Italia. Conform Catalogue of Life specia Dysdera paganettii nu are subspecii cunoscute.